# Aristolochia zonguldakensis
Aristolochia zonguldakensis är en piprankeväxtart som beskrevs av Yild.. Aristolochia zonguldakensis ingår i släktet piprankor, och familjen piprankeväxter. Inga underarter finns listade i Catalogue of Life.